# Festival izvornog folklora Kucurska žetva
Festival izvornog folklora Kucurska žetva je folklorna manifestacija koja se održava u selu Kucuri, autonomna pokrajina Vojvodina, Republika Srbija.
Festival je utemeljen 1989.
Festival je primarno usmjeren očuvanju folklorne baštine Rusina i Ukrajinaca, čija kulturno-umjetnička društva su redoviti sudionici, no festival je otvoren i za druge nacionalne zajednice u Vojvodini.

## Vanjske poveznice
- (srp.) Zavod za kulturu Vojvodine[neaktivna poveznica] Festival izvornog folklora "Kucurska žetva", Kucura